# Bakrie & Brothers
Bakrie & Brothers ist ein indonesisches Unternehmen, das in den Bereichen Infrastruktur, Plantagen und Telekommunikation tätig ist. Es hat seinen Sitz in Jakarta.
Bakrie & Brothers ist einer der größten Mischkonzerne Indonesiens. Er wurde 1942 von Ahmad Bakrie gegründet. Bakrie Brothers gehört zur Bakrie Group.
Aburizal Bakrie ist Chef von Abakrie & Brothers und war Vorsitzender der Partei Golkar. Sein Bruder Nirwan Bakrie ist ebenfalls Chef von Abakrie & Brothers (2013). Nirwan und Aburizal Bakrie zählen zu den reichsten Männern Indonesiens. Bakrie Telecom war oder ist das viertgrößte Telekommunikationsunternehmen Indonesiens.

## Tochterunternehmen
- Bumi Resources
- Bakrie Telecom
- Bakrie Sumatera Plantations
- Bakrie Building Industries
- Bakrie Energy International Pte. Ltd.
- Bakrie Indo Infrastructure
- Bakrie International Finance Company B.V.
- Bakrie Metal Industries
- Bakrie Pipe Industries

### Bakrie Sumatera Plantations Tbk
Bakrie Sumatera Plantations Tbk (BSP) ist eine Tochtergesellschaft von Bakrie & Brothers. BSP hat 100 000 ha Ölpalm- und Gummiplantagen.
BSP hat eine große Fläche von Grundstücken in Entwicklung.
Eine Führungskraft der Firma ist Bungaran Saragih, ein ehemaliger Landwirtschaftsminister.
BSP ist oder war auf Moorflächen aktiv.